# ملكة جمال الولايات المتحدة الأمريكية 2021
ملكة جمال الولايات المتحدة الأمريكية 2021 (بالإنجليزية: Miss USA 2021)‏ هي مسابقة ملكة جمال الولايات المتحدة الأمريكية السبعين في تاريخ مسابقة ملكة جمال الولايات المتحدة الأمريكية منذ انطلاقتها عام 1952، ستستمر المسابقة أربعة أيام ، تبدأ في 26 نوفمبر وتنتهي في 29 نوفمبر 2021. في نهاية الحدث المسابقة في 29 نوفمبر 2021 في مسرح بارادايس كوف في منتجع كازينو ريفر سبيريت في تلسا، أوكلاهوما. توجت إيل سميث من ولاية كنتاكي من قبل ملكة جمال الولايات المتحدة الأمريكية 2020 السابقة آسيا برانش من ولاية ميسيسيبي، ليكون لها الحق في تمثيل بلدها الولايات المتحدة في مسابقة ملكة جمال الكون 2021.
هذه هي السنة الثانية على التوالي التي يتم فيها بث المسابقة في أف واي أي، وأول عام يتم بثه مباشرة على منصة هولو. كانت النسخة بمثابة العام الأول للمسابقة تحت إدارة كريستل ستيوارت.

## النتائج

### المراكز النهائية
| النتائج النهائية                          | المتنافسة |
| ----------------------------------------- | --- |
| ملكة جمال الولايات المتحدة الأمريكية 2021 | - كنتاكي - إيل سميث |
| الوصيفة الأولى                            | - داكوتا الشمالية - كايتلين فوغل |
| الوصيفة الثانية                           | - فلوريدا - اشلي كارينو |
| الوصيفة الثالثة                           | - إلينوي - سيدني بينيت |
| أفضل 8                                    | - ماريلاند - ليلى ناصر - كارولاينا الشمالية - ماديسون براينت - كارولاينا الجنوبية - مارلي ستوكس - تكساس - فيكتوريا هينوجوسا                                                                                        |
| أفضل 16                                   | - كانساس - جرايسي هانت - لويزيانا - تانيا كرو - ميسيسيبي - بيلي أندرسون - نبراسكا - إريكا إتسيلميلر - داكوتا الجنوبية - كارولين بيتي - تينيسي - إليزابيث بيستول - يوتا - جيسيكيت رايلي - فرجينيا - كريستينا طومسون |

### جوائز خاصة
| جائزة             | جائزة             | المتنافسة                      |
| ----------------- | ----------------- | ------------------------------ |
| أفضل زي رسمي      | الفائزة           | - تينيسي - إليزابيث بيستول     |
| أفضل زي رسمي      | المركز الثاني     | - يوتا - جيسيكيت رايلي         |
| أفضل زي رسمي      | المركز الثالث     | - أوكلاهوما - ألبريونا جونزاكي |
| ملكة جمال اللطافة | ملكة جمال اللطافة | - ميشيغان - تايلور هيل         |

## الخلفية
في 31 ديسمبر 2020، أعلن في برنامج صباح الخير أمريكا أن ملكة جمال الولايات المتحدة وملكة جمال مراهقات أمريكا ستنفصل عن منظمة ملكة جمال الكون إلى منظمة جديدة تحت قيادة كريستل ستيوارت. ستشهد نسخة 2021 العام الأول للمسابقة تحت إدارة ستيوارت. سبق أن توجت ستيوارت بلقب ملكة جمال الولايات المتحدة الأمريكية لعام 2008.

## مسابقة

### تنظيم المسابقات حسب الولايات
نظرًا للقيود المطبقة في جميع الولايات الخمسين ومقاطعة كولومبيا ، تم تنفيذ العديد من إرشادات الصحة والسلامة للمتسابقين وأعضاء الإنتاج والجماهير في مسابقات الولاية ، مثل إجراء اختبار كوفيد-19 السلبي واتباع التباعد الاجتماعي. بالإضافة إلى ذلك أدى إلى تغيير عدد من ملكات الولايات خياراتهم الأولية بسبب الإغلاق الذي نفذه حاكمهم، أثر وباء كوفيد-19 على الجدول الزمني لمسابقة ملكة جمال الولايات المتحدة الأمريكية 2020 ، حيث تم تأجيلها من ربيع 2020 إلى نوفمبر 2020. كانت كل منظمة تخطط مبدئيًا لجدولة مواكبها لعام 2021 لخريف 2020 وشتاء 2020-21 ، وهو الإطار الزمني المعتاد لمسابقات الولايات المواعدة بالعودة إلى السبعينيات. ومع ذلك ، تم لاحقًا إعادة جدولة معظم مسابقات ملكة الولايات إلى ربيع وصيف 2021.
| تغيير مسابقات ولاية 2021 بسبب فيروس كورونا كوفيد-19 | تغيير مسابقات ولاية 2021 بسبب فيروس كورونا كوفيد-19 | تغيير مسابقات ولاية 2021 بسبب فيروس كورونا كوفيد-19 |
| ولاية                                               | التاريخ الأصلي                                      | التاريخ الجديد                                      |
| --------------------------------------------------- | --------------------------------------------------- | --------------------------------------------------- |
| تكساس                                               | 06 سبتمبر 2020                                      | 04 سبتمبر 2021                                      |
| ويسكونسن                                            | 13 سبتمبر 2020                                      | 23 مايو 2021                                        |
| وايومنغ                                             | 19 سبتمبر 2020                                      | 19 يونيو 2021                                       |
| ميشيغان                                             | 26 سبتمبر 2020                                      | 07 أغسطس 2021                                       |
| داكوتا الشمالية                                     | 26 سبتمبر 2020                                      | 25 أبريل 2021                                       |
| داكوتا الجنوبية                                     | 27 سبتمبر 2020                                      | 25 أبريل 2021                                       |
| ألاباما                                             | 10 أكتوبر 2020                                      | 10 يناير 2021                                       |
| تينيسي                                              | 10 أكتوبر 2020                                      | 13 مارس 2021                                        |
| آيوا                                                | 11 أكتوبر 2020                                      | 08 مايو 2021                                        |
| رود آيلاند                                          | 11 أكتوبر 2020                                      | 08 أغسطس 2021                                       |
| لويزيانا                                            | 17 أكتوبر 2020                                      | 16 يناير 2021                                       |
| فرجينيا الغربية                                     | 18 أكتوبر 2020                                      | 11 يوليو 2021                                       |
| ميسيسيبي                                            | 24 أكتوبر 2020                                      | 13 مارس 2021                                        |
| أركنساس                                             | 25 أكتوبر 2020                                      | 23 مايو 2021                                        |
| كولورادو                                            | 25 أكتوبر 2020                                      | 15 أغسطس 2021                                       |
| فيرمونت                                             | 01 نوفمبر 2020                                      | 06 يونيو 2021                                       |
| كارولاينا الشمالية                                  | 07 نوفمبر 2020                                      | 06 مارس 2021                                        |
| هاواي                                               | 08 نوفمبر 2020                                      | 10 ديسمبر 2020                                      |
| مين                                                 | 08 نوفمبر 2020                                      | 20 يونيو 2021                                       |
| ميريلاند                                            | 08 نوفمبر 2020                                      | 25 يوليو 2021                                       |
| ملكة جمال بنسيلفانيا ‏                               | 08 نوفمبر 2020                                      | 31 يوليو 2021                                       |
| أوهايو                                              | 14 نوفمبر 2020                                      | 10 يوليو 2021                                       |
| جورجيا                                              | 21 نوفمبر 2020                                      | 20 فبراير 2021                                      |
| أوريغون                                             | 21 نوفمبر 2020                                      | 20 مارس 2021                                        |
| كارولاينا الجنوبية                                  | 21 نوفمبر 2020                                      | 06 مارس 2021                                        |
| كونيتيكت                                            | 22 نوفمبر 2020                                      | 06 يونيو 2021                                       |
| إلينوي                                              | 22 نوفمبر 2020                                      | 27 يونيو 2021                                       |
| إنديانا                                             | 22 نوفمبر 2020                                      | 26 يوليو 2021                                       |
| ماساتشوستس                                          | 22 نوفمبر 2020                                      | 13 يونيو 2021                                       |
| نيو جيرسي                                           | 22 نوفمبر 2020                                      | 01 أغسطس 2021                                       |
| واشنطن                                              | 22 نوفمبر 2020                                      | 21 مارس 2021                                        |
| مينيسوتا                                            | 29 نوفمبر 2020                                      | 01 أغسطس 2021                                       |
| نيو هامبشاير                                        | 29 نوفمبر 2020                                      | 13 يونيو 2021                                       |
| ميزوري                                              | 06 ديسمبر 2020                                      | 01 مايو 2021                                        |
| أوكلاهوما                                           | 20 ديسمبر 2020                                      | 05 يونيو 2021                                       |
| أريزونا                                             | 03 يناير 2021                                       | 11 يوليو 2021                                       |
| مقاطعة كولومبيا                                     | 09 يناير 2021                                       | 17 يوليو 2021                                       |
| فرجينيا                                             | 09 يناير 2021                                       | 17 يوليو 2021                                       |
| نبراسكا                                             | 10 يناير 2021                                       | 16 مايو 2021                                        |
| نيفادا                                              | 10 يناير 2021                                       | 27 يونيو 2021                                       |
| كانساس                                              | 17 يناير 2021                                       | 11 أبريل 2021                                       |
| نيويورك                                             | 17 يناير 2021                                       | 20 أغسطس 2021                                       |
| نيو مكسيكو                                          | 24 يناير 2021                                       | 15 أغسطس 2021                                       |
| كنتاكي                                              | 30 يناير 2021                                       | 22 مايو 2021                                        |
| 1.                                                  |                                                     |                                                     |

### لجنة التحكيم

#### أولية
- بول أنتوني - مصفف شعر أمريكي
- إيلان بيونجيورنو - فنان مكياج أمريكي مشهور
- لي ان لوكين - شخصية تلفزيون الواقع أمريكية و ملكة جمال أريزونا الولايات المتحدة الأمريكية 1989
- باميلا برايس - عداء ماراثون أمريكي
- تشاك ستيلمان - محلل وخبير أزياء أمريكي.

#### نهائيات
- ناتاليا باروليش - عارضة أزياء كرواتية كوبية ومؤثرة ومغنية على وسائل التواصل الاجتماعي.[9]
- صوفي إلغورت - مصورة أمريكية.[10]
- كلو فلاور - ملحن أمريكي وعازف بيانو كلاسيكي.[11]
- تاي هانتر - المصمم الشخصي الأمريكي.[12]
- هالي خليل - عارضة الأزياء الأمريكية وملكة جمال مينيسوتا في الولايات المتحدة الأمريكية 2014.[13]
- ألتون ماسون - موديل أمريكي.[14]
- باسكال معوض - صائغ لبناني ورجل أعمال ومدير تنفيذي لشركة معوض.[15]
- أوليفر تريفينا - ممثل إنجليزي ومقدم برامج تلفزيونية.[16]

### المتسابقات
تم اختيار مندوبات من 50 ولاية ومقاطعة كولومبيا في مسابقات الولاية التي بدأت في سبتمبر 2020. كانت أول مسابقات ملكات الولاية أيداهو ومونتانا ، التي عقدت معًا في تواريخها الأصلية في 27 سبتمبر 2020 وكانت آخر مسابقة ملكة للولاية هي كاليفورنيا ، والتي أقيمت في 12 سبتمبر 2021 ، بعد 350 يومًا من بدء موسم ملكة جمال 2021 ، أصبح الأطول في تاريخ ملكة جمال الولايات المتحدة الأمريكية.
تنافس أحد عشر مندوبة سابقة في مسابقة ملكة جمال مراهقات الولايات المتحدة الأمريكية وملكة جمال أمريكا ، حيث فاز ثمانية مندوبات سابقات بملكة جمال الولايات المتحدة الأمريكية وثلاثة فائزين سابقين بملكة جمال أمريكا. ستصبح كاتالونا إنريكيز ، ملكة جمال نيفادا الولايات المتحدة الأمريكية 2021 ، أول امرأة متحولة جنسياً تتنافس في مسابقة ملكة جمال الولايات المتحدة الأمريكية.
| الولاية            | اسم المتسابقة          | تاريخ تتويجها (ولاية) | العمر | بلد المنشأ        | ملاحظات |
| ------------------ | ---------------------- | --------------------- | ----- | ----------------- | --- |
| ألاباما            | اسكندريا فلانيجان      | 10 يناير 2021         | 24    | كولمان            | |
| ألاسكا             | ماديسون إدواردز        | 21 فبراير 2021        | 24    | أنكوريج           | |
| أريزونا            | كاسيدي جاكس            | 11 يوليو 2021         | 27    | ميسا              | |
| أركنساس            | ستيفاني باربر          | 23 مايو 2021          | 22    | فايتفيل           | |
| كاليفورنيا         | سابرينا لويس           | 12 سبتمبر 2021        | 24    | بيركيلي           | سابقًا ملكة جمال جورجيا الأرض الولايات المتحدة الأمريكية 2016                                                                         |
| كولورادو           | أوليفيا لورنزو         | 15 أغسطس 2021         | 20    | فورت كولينز       | |
| كونيتيكت           | أماندا تورشيا          | 02 مايو 2021          | 25    | ميدلبوري          | |
| ديلاوير            | درو سانكلمينتي         | 27 يونيو 2021         | 25    | أوديسا            | |
| مقاطعة كولومبيا    | ساشا بيريا             | 17 يوليو 2021         | 27    | واشنطن العاصمة    | |
| فلوريدا            | اشلي كارينو            | 18 يوليو 2021         | 26    | كيسيمي            | |
| جورجيا             | كورا غريفين            | 22 فبراير 2021        | 24    | كولومبوس          | |
| هاواي              | أليسون تشو             | 15 ديسمبر 2020        | 26    | هونولولو          | ملكة جمال هاواي 2016 سابقًا شقيقة جوليان تشو ، ملكة جمال هاواي ، الولايات المتحدة الأمريكية 2018                                      |
| أيداهو             | كاتارينا شفايتزر       | 27 سبتمبر 2020        | 26    | بويسي             | |
| إلينوي             | سيدني ديون بينيت       | 27 يونيو 2021         | 20    | ألغانكوئين        | ملكة جمال مراهقات إلينوي الولايات المتحدة الأمريكية 2018 سابقاً                                                                       |
| إنديانا            | آنية بيردسونغ          | 26 يوليو 2021         | 26    | أندرسون           | |
| أيوا               | كاتي وادمان            | 08 مايو 2021          | 21    | آيوا سيتي         | |
| كانساس             | غرايسي هانت            | 11 أبريل 2021         | 22    | أوفرلاند بارك     | ابنة كلارك هانت وتافيا شاكلز ، ملكة جمال كانساس ، الولايات المتحدة الأمريكية 1993 وحفيدة لامار هانت                                  |
| كنتاكي             | ايل سميث               | 22 مايو 2021          | 23    | جيرمانتاون        | |
| لويزيانا           | تانيا كرو              | 22 يناير 2021         | 27    | أمايت سيتي        | |
| مين                | فيرونيكا ايريس بيتس    | 20 يونيو 2021         | 21    | بورتلاند          | |
| ماريلاند           | ليلى ناصر              | 25 يوليو 2021         | 26    | قرية مونتغمري     | |
| ماساتشوستس         | سارة ديسوزا            | 20 يونيو 2021         | 25    | بوسطن             | |
| ميشيغان            | تايلور هيل             | 07 أغسطس 2021         | 26    | ديترويت           | |
| مينيسوتا           | كاتارينا سباسويفيتش    | 01 أغسطس 2021         | 20    | مينيتونكا         | |
| ميسيسيبي           | بيلي أندرسون           | 13 مارس 2021          | 22    | هيرلي             | |
| ميزوري             | جوي فورست              | 01 مايو 2021          | 25    | البحيرة الإسبانية | |
| مونتانا            | جامي فورسيث            | 02 أكتوبر 2020        | 23    | هنتلي             | حصلت سابقاً على لقب ملكة جمال مراهقات مونتانا الولايات المتحدة الأمريكية 2016                                                         |
| نبراسكا            | إريكا إتسيلميلر        | 16 مايو 2021          | 23    | لنكن              | سابقًا ملكة جمال مراهقات نبراسكا الولايات المتحدة الأمريكية 2016                                                                      |
| نيفادا             | كاتالونا إنريكيز       | 16 مايو 2021          | 27    | لاس فيغاس         | أول امرأة متحولة جنسيًا في مسابقة ملكة جمال الولايات المتحدة الأمريكية                                                                |
| نيو هامبشير        | تايلور فوغ             | 17 أبريل 2021         | 26    | كولورادو سبرينغز  | |
| نيو جيرسي          | سيليندا أورتيجا        | 01 أغسطس 2021         | 26    | فير لون           | |
| نيو مكسيكو         | كريستا شيفر            | 15 أغسطس 2021         | 26    | لاس كروسيس        | |
| نيويورك            | بريانا سياكا           | 20 أغسطس 2021         | 27    | برينتوود          | |
| كارولاينا الشمالية | ماديسون براينت         | 06 مارس 2021          | 24    | شارلوت            | |
| داكوتا الشمالية    | كايتلين فوغل           | 24 أبريل 2021         | 20    | مينوت             | سابقا ملكة جمال مراهقات داكوتا الشمالية الولايات المتحدة الأمريكية 2019                                                              |
| أوهايو             | نيكول ويس              | 10 يوليو 2021         | 22    | سينسيناتي         | |
| أوكلاهوما          | ألبريونا غونزاكي       | 18 أبريل 2021         | 27    | وار أكريس         | |
| أوريغون            | أليسون كوك             | 20 مارس 2021          | 27    | بورتلاند          | ملكة جمال أوريغون 2013 سابقًا |
| بنسيلفانيا         | سيدني روبرتسون         | 31 يوليو 2021         | 24    | ويليامسبورت       | سابقًا ملكة جمال مراهقات بنسلفانيا الولايات المتحدة الأمريكية 2014                                                                    |
| رود آيلاند         | كارلي لاليبيرت         | 08 أغسطس 2021         | 26    | بوتكيت            | |
| كارولاينا الجنوبية | مارلي ستوكس            | 06 مارس 2021          | 23    | ليكسينغتون        | ملكة جمال مراهقات كارولاينا الجنوبية الولايات المتحدة 2016 سابقًا                                                                     |
| داكوتا الجنوبية    | كارولين بيتي           | 25 أبريل 2021         | 21    | رابيد سيتي        | |
| تينيسي             | إليزابيث غراهام بيستول | 13 مارس 2021          | 20    | فرانكلين          | |
| تكساس              | فيكتوريا هينوهوسا      | 04 سبتمبر 2021        | 23    | ماكالين           | |
| يوتا               | جيسيكيت رايلي          | 21 أغسطس 2021         | 24    | بيفر              | ملكة جمال مراهقات يوتا المتميزة 2014 سابقًا سابقًا ملكة جمال يوتا 2017                                                                 |
| فيرمونت            | جوانا نايغل            | 06 يونيو 2021         | 27    | كولشستر           | |
| فرجينيا            | كريستينا طومسون        | 17 يوليو 2021         | 25    | لينشبرغ           | سابقًا ملكة جمال مراهقات نيو جيرسي الولايات المتحدة الأمريكية 2013 ابنة هالي بونيل ، ملكة جمال أوهايو الولايات المتحدة الأمريكية 1987 |
| واشنطن             | كريستين برودي          | 21 مارس 2021          | 25    | سياتل             | |
| فيرجينيا الغربية   | الكسيس بلاند           | 11 يوليو 2021         | 22    | باركرسبورغ        | |
| ويسكونسن           | سامانثا كاثرين كيتون   | 23 مايو 2021          | 20    | ميلواكي           | |
| وايومنغ            | ماكنزي كيرن            | 19 يونيو 2021         | 21    | كاسبر             | ملكة جمال مراهقات وايومنغ الولايات المتحدة الأمريكية 2018 سابقًا                                                                      |

## روابط خارجية
- موقع ملكة جمال الولايات المتحدة الأمريكية الرسمي